# Ingré
Ingré és un municipi francès, situat al departament del Loiret i a la regió de Centre. L'any 2007 tenia 7.969 habitants.

## Demografia

### Població
El 2007 la població de fet d'Ingré era de 7.969 persones. Hi havia 2.903 famílies, de les quals 578 eren unipersonals (259 homes vivint sols i 319 dones vivint soles), 930 parelles sense fills, 1.177 parelles amb fills i 218 famílies monoparentals amb fills.
La població ha evolucionat segons el següent gràfic:
Habitants censats

### Habitatges
El 2007 hi havia 3.067 habitatges, 2.941 eren l'habitatge principal de la família, 21 eren segones residències i 105 estaven desocupats. 2.768 eren cases i 292 eren apartaments. Dels 2.941 habitatges principals, 2.354 estaven ocupats pels seus propietaris, 543 estaven llogats i ocupats pels llogaters i 44 estaven cedits a títol gratuït; 25 tenien una cambra, 101 en tenien dues, 351 en tenien tres, 745 en tenien quatre i 1.720 en tenien cinc o més. 2.548 habitatges disposaven pel capbaix d'una plaça de pàrquing. A 1.093 habitatges hi havia un automòbil i a 1.671 n'hi havia dos o més.

### Piràmide de població
La piràmide de població per edats i sexe el 2009 era:
| Homes | Edats   | Dones |
| ----- | ------- | ----- |
| 0     | 95 o +  | 0     |
| 0     | 90 a 94 | 4     |
| 28    | 85 a 89 | 20    |
| 20    | 80 a 84 | 48    |
| 96    | 75 a 79 | 116   |
| 112   | 70 a 74 | 140   |
| 144   | 65 a 69 | 144   |
| 200   | 60 a 64 | 136   |
| 200   | 55 a 59 | 140   |
| 328   | 50 a 54 | 280   |
| 344   | 45 a 49 | 324   |
| 332   | 40 a 44 | 360   |
| 340   | 35 a 39 | 312   |
| 224   | 30 a 34 | 252   |
| 184   | 25 a 29 | 136   |
| 220   | 20 a 24 | 172   |
| 264   | 15 a 19 | 276   |
| 364   | 10 a 14 | 312   |
| 244   | 5 a 9   | 264   |
| 184   | 0 a 4   | 180   |

## Economia
El 2007 la població en edat de treballar era de 5.349 persones, 3.877 eren actives i 1.472 eren inactives. De les 3.877 persones actives 3.603 estaven ocupades (1.848 homes i 1.755 dones) i 273 estaven aturades (149 homes i 124 dones). De les 1.472 persones inactives 582 estaven jubilades, 516 estaven estudiant i 374 estaven classificades com a «altres inactius».

### Ingressos
El 2009 a Ingré hi havia 3.132 unitats fiscals que integraven 8.491,5 persones, la mediana anual d'ingressos fiscals per persona era de 20.726 €.

### Activitats econòmiques
Dels 521 establiments que hi havia el 2007, 13 eren d'empreses extractives, 1 d'una empresa alimentària, 11 d'empreses de fabricació de material elèctric, 2 d'empreses de fabricació d'elements pel transport, 29 d'empreses de fabricació d'altres productes industrials, 112 d'empreses de construcció, 132 d'empreses de comerç i reparació d'automòbils, 31 d'empreses de transport, 14 d'empreses d'hostatgeria i restauració, 11 d'empreses d'informació i comunicació, 28 d'empreses financeres, 23 d'empreses immobiliàries, 55 d'empreses de serveis, 35 d'entitats de l'administració pública i 24 d'empreses classificades com a «altres activitats de serveis».
Dels 128 establiments de servei als particulars que hi havia el 2009, 1 era una oficina de correu, 6 oficines bancàries, 11 tallers de reparació d'automòbils i de material agrícola, 2 autoescoles, 16 paletes, 16 guixaires pintors, 10 fusteries, 25 lampisteries, 14 electricistes, 5 empreses de construcció, 5 perruqueries, 1 veterinari, 9 restaurants, 5 agències immobiliàries i 2 salons de bellesa.
Dels 14 establiments comercials que hi havia el 2009, 2 eren supermercats, 1 un supermercat, 1 una botiga de més de 120 m², 1 una botiga de menys de 120 m², 1 una fleca, 2 botigues de roba, 1 una botiga de roba, 1 una botiga d'electrodomèstics, 2 drogueries, 1 una perfumeria i 1 una joieria.
L'any 2000 a Ingré hi havia 28 explotacions agrícoles que ocupaven un total de 700 hectàrees.

## Equipaments sanitaris i escolars
Els 2 equipaments sanitaris que hi havia el 2009 eren farmàcies.
El 2009 hi havia 2 escoles maternals i 2 escoles elementals. A Ingré hi havia 1 col·legi d'educació secundària i 1 liceu d'ensenyament general. Als col·legis d'educació secundària hi havia 731 alumnes i als liceus d'ensenyament general 1.101.

## Poblacions més properes
El següent diagrama mostra les poblacions més properes.